# María José Pueyo

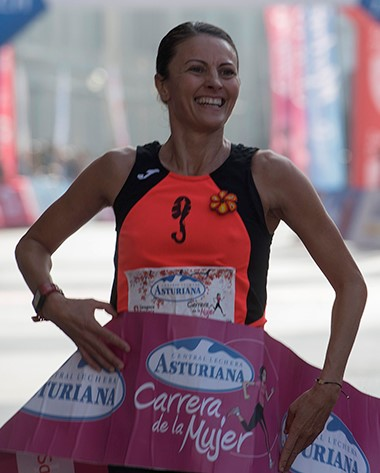
María José Pueyo, 2018

María José Pueyo (María José Pueyo Bergua; * 16. März 1970 in Jaca) ist eine spanische Langstreckenläuferin, die sich auf den Marathon spezialisiert hat.
2000 wurde sie bei ihrem Debüt Vierte beim San-Sebastián-Marathon. Ebenfalls Vierte wurde sie 2003 beim Frankfurt-Marathon in 2:39:08 h. Im Jahr darauf wurde sie Siebte beim Rotterdam-Marathon und siegte in San Sebastián. 2005 wurde sie als Gesamtsiegerin beim Maratón Martín Fiz in Vitoria-Gasteiz nationale Meisterin, kam bei den Halbmarathon-Weltmeisterschaften in Edmonton auf den 25. Platz und verteidigte ihren Titel in San Sebastián.
2006 wurde sie Zehnte beim Hamburg-Marathon und belegte beim Marathon der Leichtathletik-Europameisterschaften in Göteborg den 27. Rang.
Einem neunten Platz in Hamburg und einem zweiten Platz beim Saragossa-Marathon 2007 folgte 2008 der zweite nationale Titel, den sie durch ihren Gesamtsieg beim Valencia-Marathon in ihrer persönlichen Bestzeit von 2:32:22 h errang. Sie qualifizierte sich dadurch für den Marathon der Olympischen Spiele in Peking, bei dem sie auf den 64. Platz kam.
2009 wurde sie spanische Meisterin im 10-km-Straßenlauf und siegte sie zum dritten Mal in San Sebastián.
María José Pueyo ist 1,72 m groß und wiegt 52 kg. Sie wird von José Fernando García trainiert und startet derzeit für Montaña Sabiñánigo.

## Persönliche Bestzeiten
- 10-km-Straßenlauf: 34:18 min, 19. April 2009, Ribadavia
- Halbmarathon: 1:11:55 h, 20. Januar 2008, Santa Pola
- Marathon: 2:32:22 h, 17. Februar 2008, Valencia